# おおたかどや山標準電波送信所

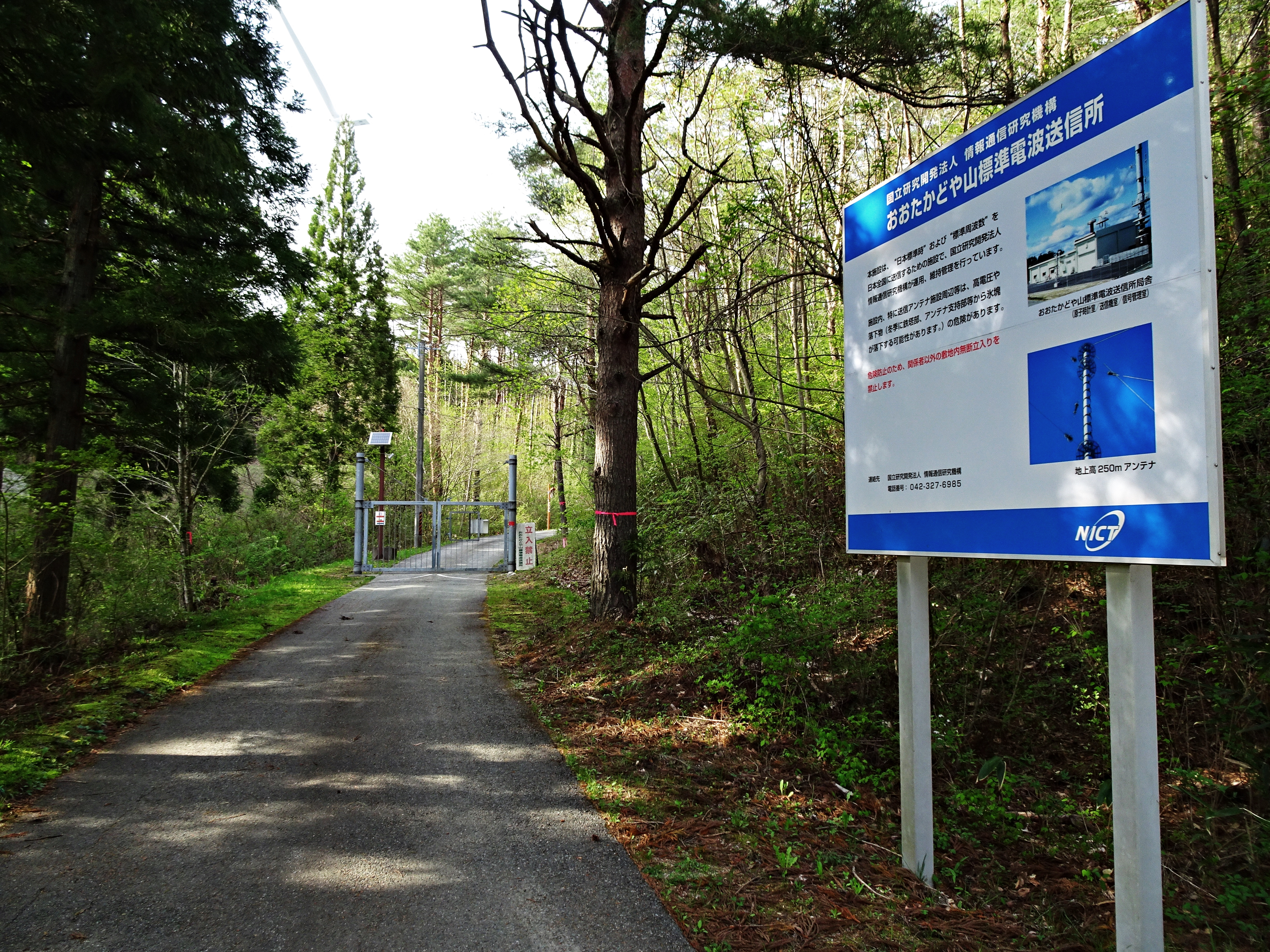
おおたかどや山標準電波送信所正門

おおたかどや山標準電波送信所（おおたかどややまひょうじゅんでんぱそうしんじょ）は福島県田村市都路町と福島県双葉郡川内村の境の大鷹鳥谷山の山頂付近にある、日本標準時のデータを送信する標準電波の送信施設（送信所）である。

## 概要
- 送信所名称：国立研究開発法人 情報通信研究機構 おおたかどや山標準電波送信所[2]
- 所在地：福島県田村市都路町と福島県双葉郡川内村の境 大鷹鳥谷山山頂付近[2]
  - 12km程西には、航空自衛隊のレーダー施設である大滝根山分屯基地が立地する。
- 標高：約790m[2]
- 緯度：北緯37度22分21秒[2]
- 経度：東経140度50分56秒[2]
- 免許人：国立研究開発法人情報通信研究機構[1]
- 無線局の種別：標準周波数局[1]
- 無線局の目的：公共業務用[1]
- 通信事項：標準周波数及び標準時の通報[1]
- 通信の相手方：受信設備[1]
- 電波型式：250HA1B[1]
- 送信周波数：40kHz[1]
- 空中線電力：50kW[1]（アンテナ効率：約25%）[2]
- 総敷地面積：約88,668m2[2]
- アンテナ施設：地上高250m傘型[2]
- 運用：連続運用（但し機器の保守点検、落雷対策時を除く）[2]
- 運用開始：1999年6月10日[2]
- 受信可能地域：東北地方・関東地方・甲信越地方・北陸地方・近畿地方・東海地方の全域、北海道地方・中国地方・四国地方・九州地方の一部、ならびに日本と時差のあるロシア沿海地方の一部[3]

## 東日本大震災による停波
標準電波の停波そのものは、普段から機器のメンテナンスなどのために行われており、数秒間から数時間程度の短いものであれば年に数十回ほど起きている。しかし、本施設は2011年（平成23年）3月から5月にかけ東日本大震災により停波する事態となっていた。
3月11日の東北地方太平洋沖地震発生直後は、揺れている最中の14時48分31秒から、余震が続く中の同日16時40分12秒まで停止した。
翌3月12日に福島第一原子力発電所事故に伴う避難指示（半径20km圏内に所在）に従い、常駐して保守管理に当たる所員が不在となる事態となり、9時41分に停波措置を取った。
その後、4月21日 13時53分に暫定的に送信を再開。ところが25日正午過ぎに落雷を受けて機器が破損、再度停波した。5月9日に一時立ち入り、暫定的に送信を再開したが雷の発生など気象条件の悪化等が予想され、継続的な送信を行った場合には機器の損傷のおそれが高いため、5月10日 12時40分、再び停波。その後、5月13日 17時32分から暫定的に送信を再開。5月17日に復旧した。
| 日時                              | 時間   | 運用状況                                                 |
| --------------------------------- | ------ | -------------------------------------------------------- |
| 3月11日 14:48                     | 1秒間  | 東北地方太平洋沖地震のため停波                           |
| 3月11日 14:48                     | 3秒間  | 送信再開                                                 |
| 3月11日 14:48 - 16:40             | 2時間  | 東北地方太平洋沖地震のため停波                           |
| 3月11日 16:40 - 3月12日 19:41頃   | 27時間 | 送信再開                                                 |
| 3月12日 19:41頃 - 4月21日 13:53頃 | 40日間 | 福島第一原子力発電所事故により避難命令が出されたため停波 |
| 4月21日 13:53頃 - 4月23日 17:03頃 | 51時間 | 暫定的に送信再開                                         |
| 4月23日 17:03頃 - 4月24日 9:13頃  | 16時間 | 落雷による被害を避けるため停波                           |
| 4月24日 9:13頃 - 16:03頃          | 7時間  | 暫定的に送信再開                                         |
| 4月24日 16:03頃 - 18:44頃         | 3時間  | 落雷による被害を避けるため停波                           |
| 4月24日 18:44頃 - 4月25日 11:43頃 | 17時間 | 暫定的に送信再開                                         |
| 4月25日 11:43頃 - 5月9日 13:08    | 14日間 | 落雷による被害を避けるため停波                           |
| 5月9日 13:08 - 5月10日 12:40      | 24時間 | 暫定的に送信再開                                         |
| 5月10日 12:40 - 5月13日 17:32     | 77時間 | 落雷による被害を避けるため停波                           |
| 5月13日 17:32 - 5月16日 17:15     | 72時間 | 暫定的に送信再開                                         |
| 5月16日 17:15 - 5月17日 9:02      | 16時間 | 落雷による被害を避けるため停波                           |
| 5月17日 9:02 -                    |        | 暫定的に送信再開（これ以降通常運用）                     |

標準電波運用情報も参照。
なお、2012年（平成24年）4月1日に田村市・川内村は警戒区域を解除した。